# 小島鳥水
小島烏水（小島烏水，こじま　うすい，1873年12月29日—1948年12月13日）是一位日本作家，出生於日本香川縣高松市。